# Villingili (atoll Addu)

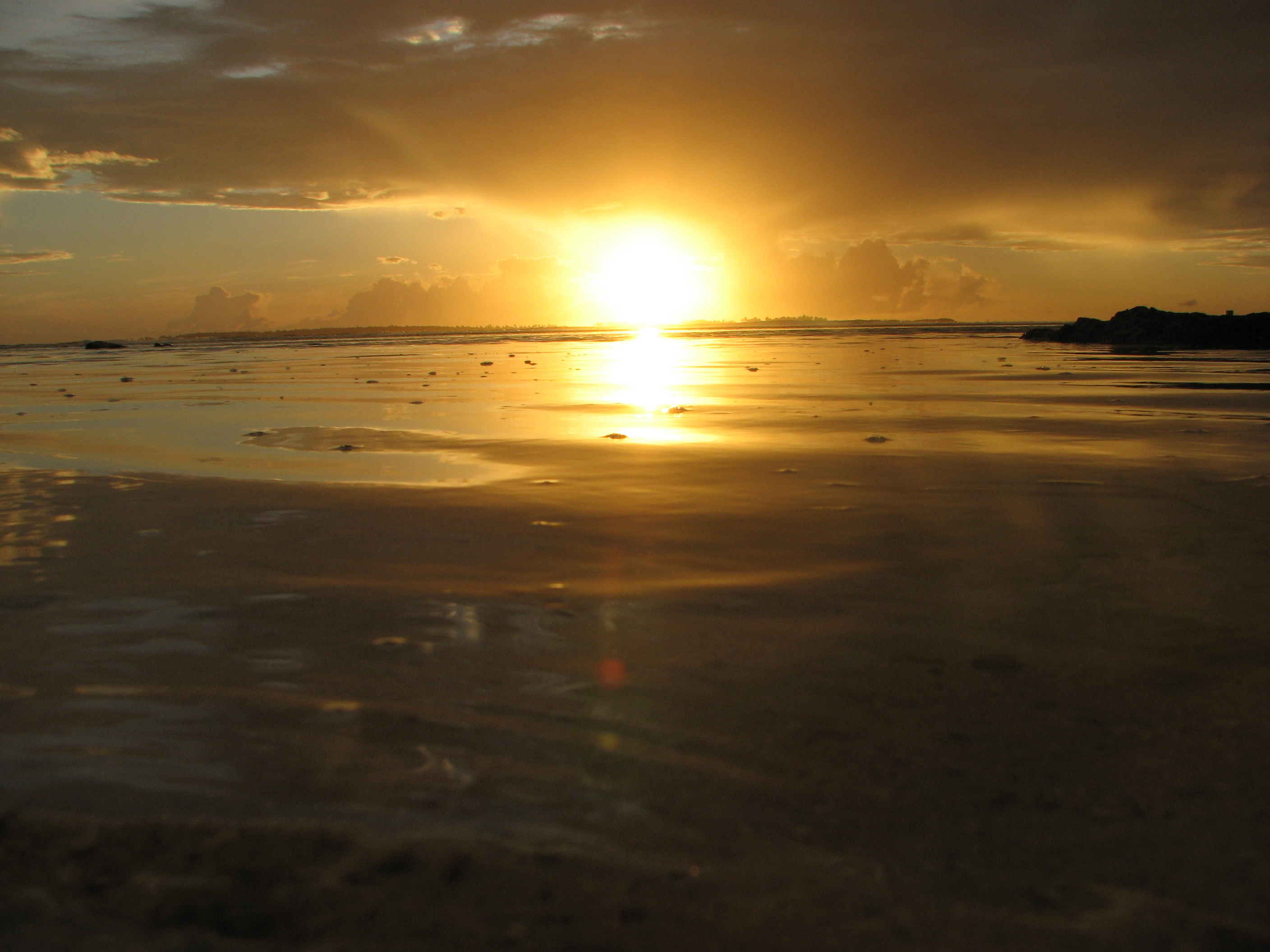
Lever de soleil vu de l'île

Pour les articles homonymes, voir Villingili.
Villingili est une île du sud des Maldives, dans l'atoll Addu. L'île comporte le point culminant naturel des Maldives, le mont Villingili (5,1 m),.